# أرن
إرن، مركز سعودية من مراكز محافظة المهد، والتابعة لمنطقة المدينة المنورة في السعودية. تقع في جنوب شرق المدينة المنورة، وتبعد عنها بمسافة تقارب ( ) كيلو متر، وعن مهد الذهب بمسافة تقارب ( ) كيلو متر.

## التاريخ
ما ذكرة المؤرخون

### الإسكندري
قال نصر الإسكندري
« أمّا بكسر الهمزة وراء مهملة مفتوحة وآخره نون: موضع من ديار بني سليم بين الأتم والسّوارقيّة، على جادّة الطريق بين ديارهم وبين المدينة.»

### الحازمي الهمداني
قال الحازمي الهمداني
«(بكسر الهمزه وبعدها راءٌ مفتوحه وآخره نونٌ): موضعٌ من ديار بني سليم بين الأتم والسّوارقيّه على جاده الطريق بين ديارهم وبين المدينة.»

### یاقوت الحموي
قال ياقوت الحموي
«بالكسر ثم الفتح، والنون: موضع في ديار بني سليم بين الأتم والسوارقيه على جادّه الطريق بين منازل بني سليم وبين المدينة، قال العمراني: هو إرن بكسرتين على وزن إبل. »

### عبد المؤمن البغدادي
قال عبد المومن البغدادي
«بالكسر، ثم الفتح والنون: موضع في ديار بنى سليم بين الأتم والسّوارقيه، على جادّه الطريق بين منازل بنى سليم وبين المدينة. وقيل: هو بكسرتين بوزن إبل.»

### حمد الجاسر
قال حمد الجاسر
«إرن: (بكسر الألف وكسر الراء وآخره نون وقد تفتح الألف): من قرى الصعوب من بني عبد اللّه من مطير، بمنطقة المهد في إمارة المدينة المنورة.»

## مركز ارن
مركز ارن: هو من مراكز فئة (أ)
الموقعيقع المركز في الجزء الجنوبي من محافظة المهد .
المساحةتبلغ مساحته (1,332كم2)، وتمثل 6,11% من مساحة المحافظة، ويأتي في المرتبة السابعة.
السكانيبلغ عدد سكانه (3568) نسمة، ويأتي في المرتبة السادسة.
بعد المركز عن المحافظةيبلغ عدد سكانه (3568) نسمة، ويأتي في المرتبة السادسة.